# 北極星5号
北極星5号（ほっきょくせい5ごう）は、朝鮮民主主義人民共和国（北朝鮮）が開発している潜水艦発射弾道ミサイル（SLBM）である。2021年に行われた軍事パレードで披露された。

## 概要
北朝鮮は、2010年代後半より北極星1号を皮切りに、SLBMの開発を積極的に進めている。2020年10月10日に行われた軍事パレードにおいては、北極星4号が披露されている。
2021年1月14日に行われた軍事パレードにおいて、'北極星5'との表記があるミサイル4基が披露された。北極星4号の改良型の可能性があり、それと比較して、全長が長く、先端が丸みを帯びた形状となった。ただし、その実在性については疑念があり、北極星4号の見かけを変えたものである可能性や模型である可能性も取りざたされている。